# Zoar (Terre-Neuve-et-Labrador)
Pour les articles homonymes, voir Zoar et Zoar (Ohio).
Zoar est une ancienne communauté morave située dans le nord du Labrador, à environ 40 kilomètres au sud de Nain.

## Géographie
Zoar était implantée sur une presqu'île de la côte du Labrador, sur la rive nord de la baie de Zoar ouverte sur l'océan Atlantique à l'est.
La mission s'étirait d'ouest en est entre la plage au sud et le relief boisé au nord.
La végétation se compose de taïga sous la limite des arbres et de toundra sur les reliefs, à la limite du climat subarctique et du climat polaire.

## Histoire
En 1771, le roi George III de Grande-Bretagne accorda une concession de terres à l'Église morave afin d'établir des missions pour les Inuits du nord du Labrador. Au XVIIIe siècle, le missionnaire Jens Haven et ses disciples ont construit des missions à Nain (1771), Okak (1776) et Hopedale (1782). Ces missions ont également servi de postes de traite. Plus tard, d'autres colonies moraves furent établies à Hebron (1830), Zoar (1865), Ramah (1871), Makkovik (1896) et Killinek (1904).
La mission de Zoar tire son nom de la ville de Tsoar évoquée dans la Torah et dans la Bible, située dans la plaine du Jourdain près de la Mer Morte.
Implantée tardivement en 1865, Zoar comptait une église entourée de deux habitations de grande taille, avec plus d'une dizaine de cabanes le long de la côte.
La population était principalement composée d'Inuits ainsi que de quelques missionnaires moraves.
La mission vivait de la pêche et de la traite des fourrures.
Zoar fut une des premières missions à être abandonnées dès 1894, du fait d'une implantation peu favorable, avec des conditions de vie difficiles et une forte mortalité.
Par ailleurs, la fermeture du poste de traite par les missionnaires avait conduit de nombreux Inuits à quitter les lieux pour aller à Nain où se trouvait un poste de traite de la Compagnie de la Baie d'Hudson.
Aujourd'hui, tout ce qui reste de Zoar est un cimetière chrétien et quelques fondations de bâtiments de l'ancienne mission.

## Cérémonie de rapatriement
Une cérémonie de rapatriement de restes d'habitants de Zoar a eu lieu à la fin du mois de juin 2011. En présence de 80 personnes de Nain et d'autres régions du Labrador, 22 boîtes ont été mises en terre. 
Les restes avaient été exhumés d'un cimetière en 1927 par l'archéologue américain William Duncan Strong (en), et laissés à languir dans un caveau de Chicago.
Le lieu de sépulture a été entouré d'une clôture blanche, et une plaque commémorative a été dressée.

## Municipalités limitrophes